# Maeatae
Los Maetae o Maeatae eran una confederación de tribus que probablemente habitaron Britania entre el Muro de Adriano y el Muro de Antonino. Las fuentes históricas son muy vagas para especificar un emplazamiento exacto. En el primer tomo de la traducción al español por Santiago Ferrari de la Historia de Inglaterra y de los Pueblos de habla Inglesa de Winston Churchill hay un mapa de la Britania romana que muestra territorio de los Mætæ entre la muralla de Antonino y la muralla de Adriano y una cita de palabras de Dion Casio quien refiere que:
«hay dos tribus muy extensas en Britania, la de los caledonios y la de los macios. Estos habitan cerca de la muralla que corta la isla en dos y los caledonios más lejos».
En las inmediaciones del pueblo de Stirling, Escocia, permanecen los restos de una fortaleza con el nombre de la colina y posiblemente es una corrupción de Dun Maeatae (la Colina de los Maetae). La prominencia de dicha edificación pudo haber indicado la frontera norte, mientras que la correspondiente a Myot Hill, cerca de Falkirk delimitaba los límites en el sur.
Parece que la confederación fue posible como respuesta de los tratados entre Roma y varias tribus fronterizas hacia el 180 d. C. bajo el mando del gobernador Ulpio Marcelo. Fue en el 210 d. C. cuando se registran serias revueltas de los Maeatae contra el Imperio Romano y forzó al emperador Septimio Severo a enviar un vasto ejército a la isla.
Los Miathi que menciona el estadista Adomnán en su obra biográfica Vida de San Columba, probablemente para identificar a los Pictos del sur, parece que son el mismo grupo étnico y su identidad sobrevive de una forma u otra hasta finales de los siglos VI y VII d. C.